# RTL Télé Lëtzebuerg
RTL Télé Lëtzebuerg (ursprünglich RTL Hei Elei) ist ein luxemburgischer Privatsender. Laut Staatsvertrag gibt es in Luxemburg keine öffentlich-rechtlichen Fernsehsender. RTL Télé Lëtzebuerg wurde 1991 gegründet und gehört zu 100 Prozent der RTL Group. Gesendet wird auf Luxemburgisch, Französisch (Übersetzung von De Journal auf dem zweiten Audiokanal für die romanophonen Bevölkerungsteile) und Deutsch (Übernahme der Programminhalte von Super RTL). Am 15. März 2004 wurde ein zweiter Fernsehsender namens RTL Zwee gestartet.

## Status
RTL Télé Lëtzebuerg sendet täglich 24 Stunden über DVB-T, im Kabel und über Satellit. Neben der RTL Group betreiben auch die Chambre des Députés mit Chamber TV weitere luxemburgischsprachige Fernsehsender. Zudem werden noch die Regionalprogramme Nordliicht TV und der Uelzechtkanal betrieben. Der einstige Hauptkonkurrent T.TV, der seine Programme in Luxemburgisch, Französisch und Deutsch ausstrahlte, wurde im März 2007 eingestellt. Die meistgesehene Sendung von RTL Télé Lëtzebuerg ist De Journal mit knapp 70 Prozent Marktanteil.

## Organisation
Geschäftsführer:
- Christophe Goossens[1]

Content Director und stellvertretender Geschäftsführer:
- Steve Schmit

Programmleiter:
- Jeff Spielmann

Chefredakteur:
- Guy Weber

## Journalisten, Moderatoren und Reporter
- Caroline Mart, Kloertext
- Christophe Hochard
- Fanny Kinsch
- François Aulner
- Frank Goetz, De Journal
- Jeannot Ries
- Lynn Cruchten, De Journal
- Mariette Zenners, De Journal
- Maxime Gillen
- Monica Camposeo
- Monique Kater
- Petz Bartz
- Pierre Jans
- Pierre Weimerskirch
- Raphaëlle Dickes, De Journal
- Ryck Thill
- Sascha Georges, De Journal
- Serge Pauly
- Tim Morizet

### Magazin
- Anouk Siebenaler, Reportage
- Dan Spogen, Famillenduell, Live ! Planet People,
- Dan Wiroth, Reportage
- Deborah Ceccacci, De Magazin
- Fabienne Zwally, Reportage
- Isabelle Henschen, Reportage
- Olivier Catani, Pisa, de Magazin, Live ! Planet People,
- Philippe Dondelinger, Reportage
- Raphaël Dickes, Reportage
- Raoul Roos, de Magazin, Live ! Planet People, Meteo
- Vidosava Kuzmic, Reportage
- Violetta Caldarelli, Live ! Planet People, De Magazin

### Kultur
- Christiane Kremer, Head of culture
- Jenny Fischbach, No Art On Air
- Patricia Baum

### Sport
- Franky Hippert
- Jeff Kettenmeyer
- Rich Simon
- Tim Hensgen
- Tom Flammang
- Tom Hoffmann

## Sendeformate
| Sendungen                   | Gerne              | Ausstrahlungsturnus     | Bemerkung                                               |
| --------------------------- | ------------------ | ----------------------- | ------------------------------------------------------- |
| De Journal                  | Nachrichtensendung | täglich                 | Nachrichten auf luxemburgischer Sprache                 |
| De Magazin                  | Magazinsendung     | montags bis donnerstags | Aktuelle Reportagen über Themen aus Luxemburg           |
| Kloertext                   | Talkshow           | donnerstags             | Talksendung über politische & gesellschaftliche Themen  |
| Live! Planet People         | Talkshow           | freitags                | Talksendung über aktuelle Themen und interessante Leute |
| Anne’s Kitchen              | Kochsendung        | unregelmäßig            |                                                         |
| ArtBox                      | Kultursendung      | sonntags                |                                                         |
| Famillenduell               | Spielshow          | montags bis donnerstags | luxemburgische Version von „Familienduell“              |
| Films Made in Luxembourg    | Film               | unregelmäßig            |                                                         |
| Goal                        | Sport              | montags                 | Sport über den Luxemburger Fußball                      |
| „Hei Elei Retro“            | Retrosendung       | sonntags                |                                                         |
| KannaTiVi                   | Kindersendung      | sonntags                |                                                         |
| No Art On Air               | Talkshow           | samstags                | Talksendung über luxemburgische Kultur                  |
| Picco Bello Jackpot         | Spielshow          | unregelmäßig            |                                                         |
| PISA – de Wëssensmagazin    | Wissenssendung     | sonntags (unregelmäßig) |                                                         |
| Rebound – de Basketsmagazin | Sport              | sonntags                | Sport über den Luxemburger Basketball                   |
| RTL Sport                   | Sport              | sonntags                |                                                         |
| Télévie                     | Benefiz-Sendung    | jährlich                |                                                         |

(Stand: Juni 2020)
| Sendungen                                               | Genre                   | Bemerkung                                                   |
| ------------------------------------------------------- | ----------------------- | ----------------------------------------------------------- |
| 20 vir                                                  | Talksendung             |                                                             |
| „Ausgesat – Eng Rees ouni Plang“                        | Doku-Soap               |                                                             |
| Automag                                                 | Automagazin             |                                                             |
| „Capitani“                                              | Krimiserie              | Erste luxemburgische Krimiserie                             |
| „Comeback“                                              | Sitcom                  |                                                             |
| DNA – Geléisten an ongeléiste lëtzebuerger Kriminalfäll | True Crime              | luxemburgische Version von „Aktenzeichen XY … ungelöst“     |
| Generation Art                                          | Kulturshow              |                                                             |
| Kapital                                                 | Finanzsendung           |                                                             |
| „Neie Wand mam Wendt“, mit Andreas Wendt                | Magazinsendung          |                                                             |
| Mäi klenge Restaurant doheem                            | Kochsendung (Doku-Soap) |                                                             |
| Mastercook                                              | Kochshow                |                                                             |
| Review                                                  | Filmmagazin             |                                                             |
| „routwäissgro“                                          | Dokumentation           | sonntags (unregelmäßig)                                     |
| RTL Kids                                                | Kindersendung           | Übernahme des Programms von Super RTL                       |
| RTL Shop                                                | Teleshopping            | Übernahme des Programms von RTL Shop                        |
| Success Story                                           | Unterhaltungsshow       | dienstags, luxemburgische Version von „Die Höhle der Löwen“ |
| TIRLITIVI – Planet Kids                                 | Kindersendung           | täglich                                                     |
| The One                                                 | Musikshow               | luxemburgische Version von „The Voice“                      |
| Wanns de eppes kanns!                                   | Castingshow             | luxemburgische Version von „Das Supertalent“                |
| „Weemseesdet“                                           | Sitcom                  | Erste luxemburgische Sitcom                                 |
| „Zëmmer ze verlounen“                                   | Sitcom                  |                                                             |

(Stand: Juni 2020)